# لوئی داگر
لوئی ژاک مانده داگِر (به فرانسوی: Louis-Jacques-Mandé Daguerre) (زادهٔ ۱۸ نوامبر ۱۷۸۷ – مرگ ۱۰ ژوئیه ۱۸۵۱) هنرمند و فیزیکدان فرانسوی بود که برای اختراع فرایند داگرئوتایپ در عکاسی شناخته شده‌است.

## زندگی
داگِر در کورمی-آن-پریزی، ول-دوآز، فرانسه به دنیا آمد. وی نزد نخستین هنرمند نقاشی‌های سراسرنما، پیر پروو، معماری، طراحی صحنهٔ تئاتر و نقاشی سراسرنما را فراگرفت. او در زمینهٔ طراحی صحنهٔ تئاتر بسیار پیشرفت کرد و طراح پرآوازه‌ای شد تا آنجا که نخستین ژرفانما را ساخت و در سال ۱۸۲۲ در پاریس آن را رونمایی کرد.
در سال ۱۸۲۲ ژوزف نیسه‌فور نیپس نخستین عکس دائمی جهان را تولید کرد (به نام هلیوگراف). برای همین سه سال بعد داگر دستیار نیپس شد و آن‌ها ۴ سال با یکدیگر همکاری کردند. نیپس به صورت ناگهانی در سال ۱۸۳۳ از دنیا رفت. او یک چاپگر بود و فرایندی که او به کار می‌برد بر پایهٔ روشی سریع برای تولید صفحه‌های (پلاک) چاپ بود. داگر گمان می‌کرد روش نیپس به او در پیشبرد دایوراما که ساختهٔ خودش بود کمک خواهد کرد.
در نهایت پس از سال‌ها تجربه اندوزی، در ۷ ژانویهٔ ۱۸۳۹ داگر همراه با فرهنگستان علوم فرانسه اعلام کردند که فرایند عکاسی که بر رویش کار می‌کردند به کمال خود رسیده‌است. دولت فرانسه ثبت اختراع کار داگر را به دست آورد و در برابر آن مبلغی را به او و دستیارش که پسر نیپس بود پرداخت کرد. پس از آن در ۱۹ اوت ۱۸۳۹ دولت وقت فرانسه اعلام کرد که اختراع داگر هدیه‌ای به جهان است و آن را به رایگان به جهان بخشید.

### مرگ

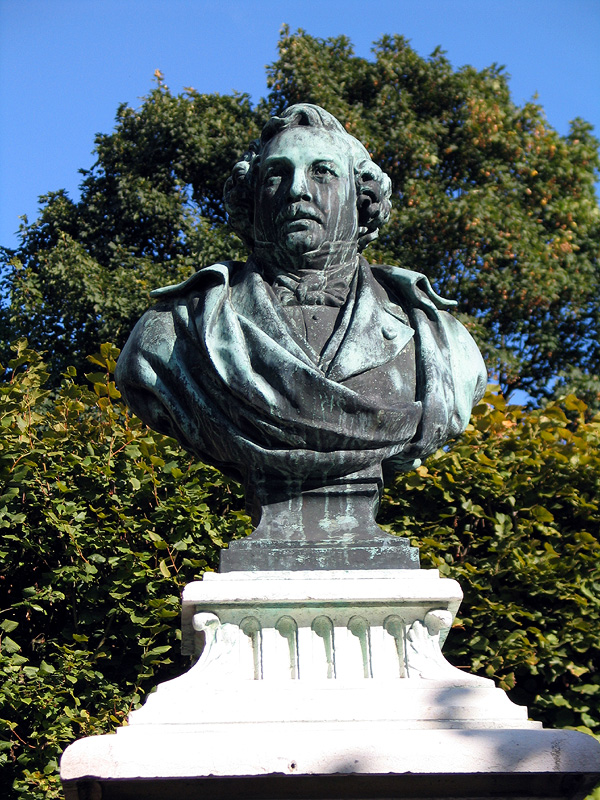
سردیس داگر در کورمی-آن-پریزی.

داگر در ۱۰ ژوئیهٔ ۱۸۵۱ در بری-سور-مرن، ۱۲ کیلومتری پاریس، در اثر حملهٔ قلبی از دنیا رفت. داگر یکی از ۷۲ نفری است که نامشان بر روی برج ایفل نوشته شده‌است.

## رقابت با تالبوت
کارهای داگر هم‌زمان بود با تلاش‌های هنری فاکس تالبوت در انگلستان. آن‌ها هر دو می‌دانستند که در راهی تلاش می‌کنند که منجر به انقلابی در جهان هنر خواهد شد.
داگر برای حفظ کارش، در ۱۲ اوت ۱۸۳۹، یک هفته پیش از آنکه دولت فرانسه کار او را به جهان هدیه کند، اختراعش را در بریتانیا به ثبت رساند. با رایگان اعلام کردن کار داگر از سوی دولت فرانسه، به شدت سرعت پیشرفت کار او در فرانسه کم شد.
داگر برای گذران زندگی به پول نیاز نداشت چون دولت فرانسه مبلغی را به او پرداخت کرده بود.

تالبوت در مقابل، مقدار زیادی هزینه کرد تا روشش را توسعه دهد. او نزدیک به ۵۰۰۰ پوند آن زمان (برابر با ۳۷۸۰۰۰ پوند در سال ۲۰۱۱) را خرج کرد و حق امتیاز آن را برای عکاسان بریتانیایی ثبت کرد و از آن پس از روش تالبوت به جای روش داگر استفاده شد.

## گسترش داگرئوتایپ
اولین عکس دائمی در سال ۱۸۲۶ توسط جوزف نیسفر نیپس، بر اساس کشف پدیده‌ای توسط جان هنریش شولتز (۱۷۲۴) ایجاد شد. اکتشاف شولتز به این گونه بود: مخلوطی از کربنات نقره یا کلراید نقره با پودر گچی با قرار گرفتن در مقابل نور تیره می‌شود. نیپس و داگر این فرایند را اصلاح کردند. داگر، ابتدا صفحات مسی با پوشش نقره را در معرض تماس با ید قرار داد تا یداین نقره به دست آید. سپس این ترکیب را برای چند دقیقه در مقابل نور قرار داد و بعد صفحات را با بخار جیوه که تا دمای ۷۵ درجه سلسیوس گرم شده بود پوشش داد (تا جیوه با نقره آمیخته شود) و در نهایت تصویر ایجاد شده بر روی صفحه را در آب نمک اصلاح کرد. این ایده‌ها منجر به فرایند معروف داگروتایپ شد.
صفحهٔ حاصل دوباره‌سازی دقیقی از صحنه مورد عکاسی فراهم می‌کرد. تصویر حاصل وارون جانبی بود، همانند تصویر در آینه، مگر اینکه یک بازتاب دوباره در هنگام تصویر برداری به منظور برگرداندن تصویر انجام می‌شد. تصویر تنها از یک زاویه قابل دیدن بود و نیازمند حفاظت در برابر هوا و اثر انگشت بود، بنابراین در جعبه‌ای با رویهٔ شیشه‌ای قرار می‌گرفت.
تصاویر داگروتایپ معمولاً به صورت پرتره بودند؛ نماهای کمیاب تر پرطرفدارتر و گران‌تر بودند. فرایند ایجاد پرتره چندین دقیقه زمان می‌برد و نیازمند این بود که اشیاء در حال عکاسی بدون حرکت بمانند. ساموئل مورس از اینکه داگروتایپ‌های خیابان‌های پاریس هیچ انسانی را نشان نمی‌دادند متحیر شده بود، تا اینکه فهمید به علت زمان طولانی تصویربرداری، همهٔ اشیاء متحرک محو می‌شدند. بعدها به کمک لنزهای سریع‌تر مانند لنزهای پرترهٔ پتزول، زمان عکاسی کاهش یافت.
داگروتایپ تنها یک تصویر ایجاد می‌کرد که قابل چاپ دوباره نبود (برخلاف فرایند تالبوت). با وجود این مشکل، میلیون‌ها نسخه از داگروتایپ تولید شد. در سال ۱۸۵۱، سالی که داگر درگذشت، فرایند نگاتیو فاکس تالبوت با توسعهٔ فرایند کولودیون خیس، اصلاح شد، به‌طوری‌که یک نگاتیو شیشه‌ای چاپ نامحدود تصاویر را ممکن ساخت. این پیشرفت‌ها فرایند داگروتایپ را کنار کشید و به سرعت آن را محو نمود.

## برخی کارهای داگر

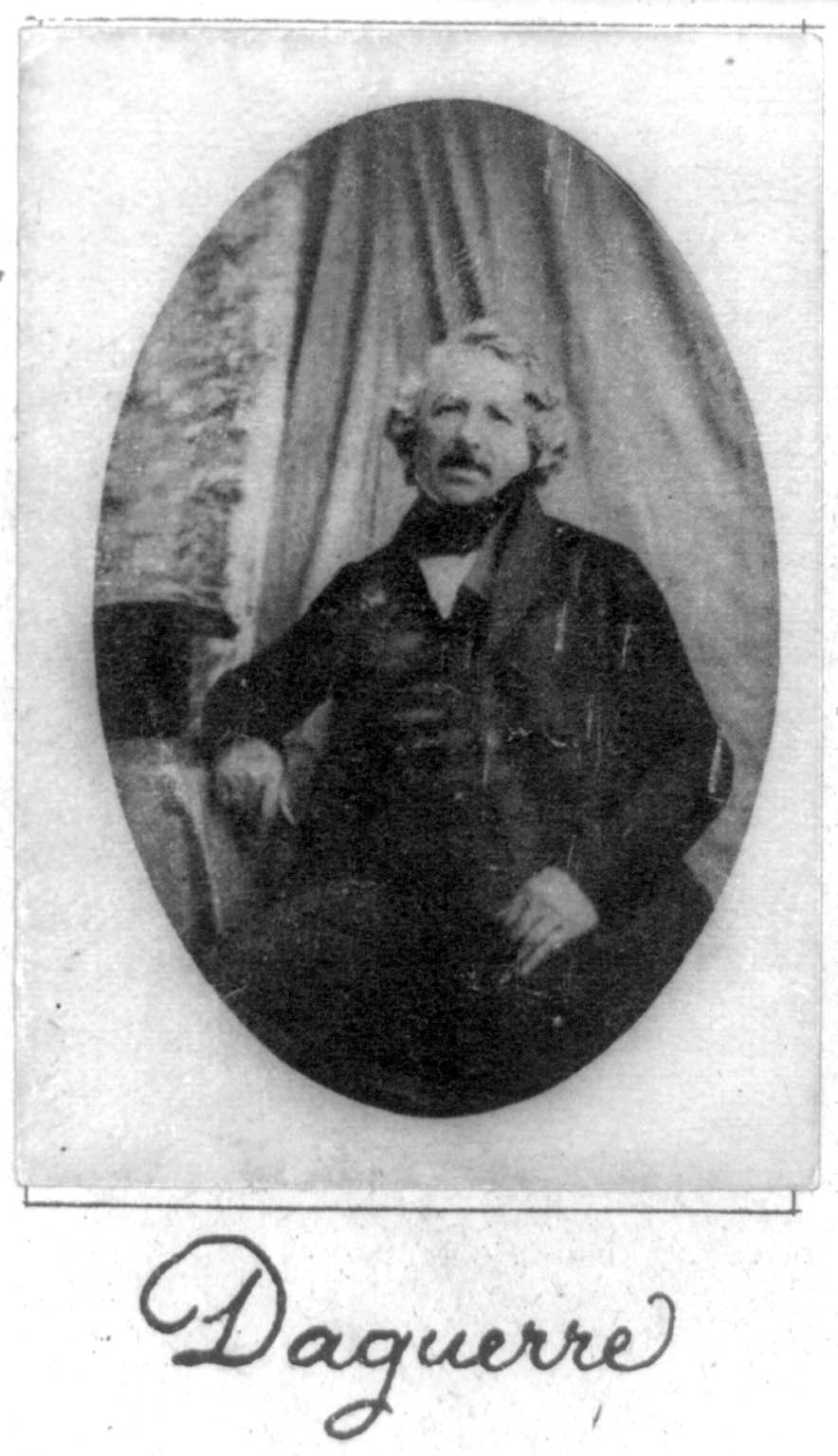
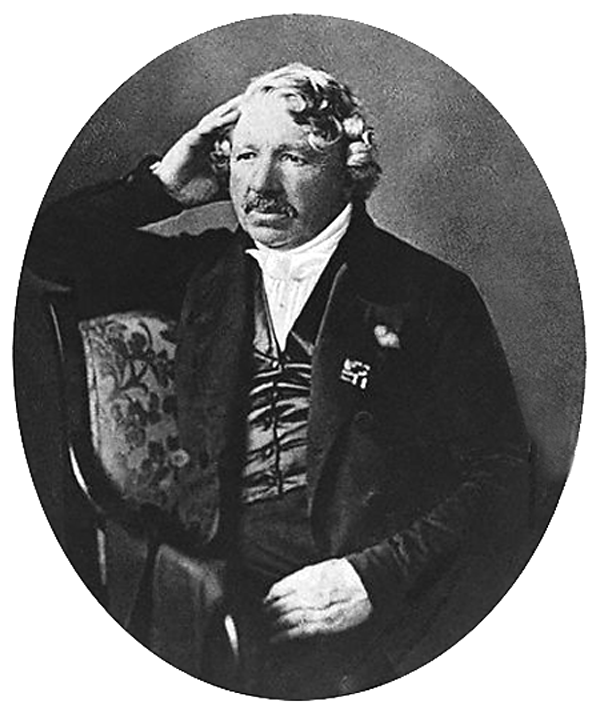
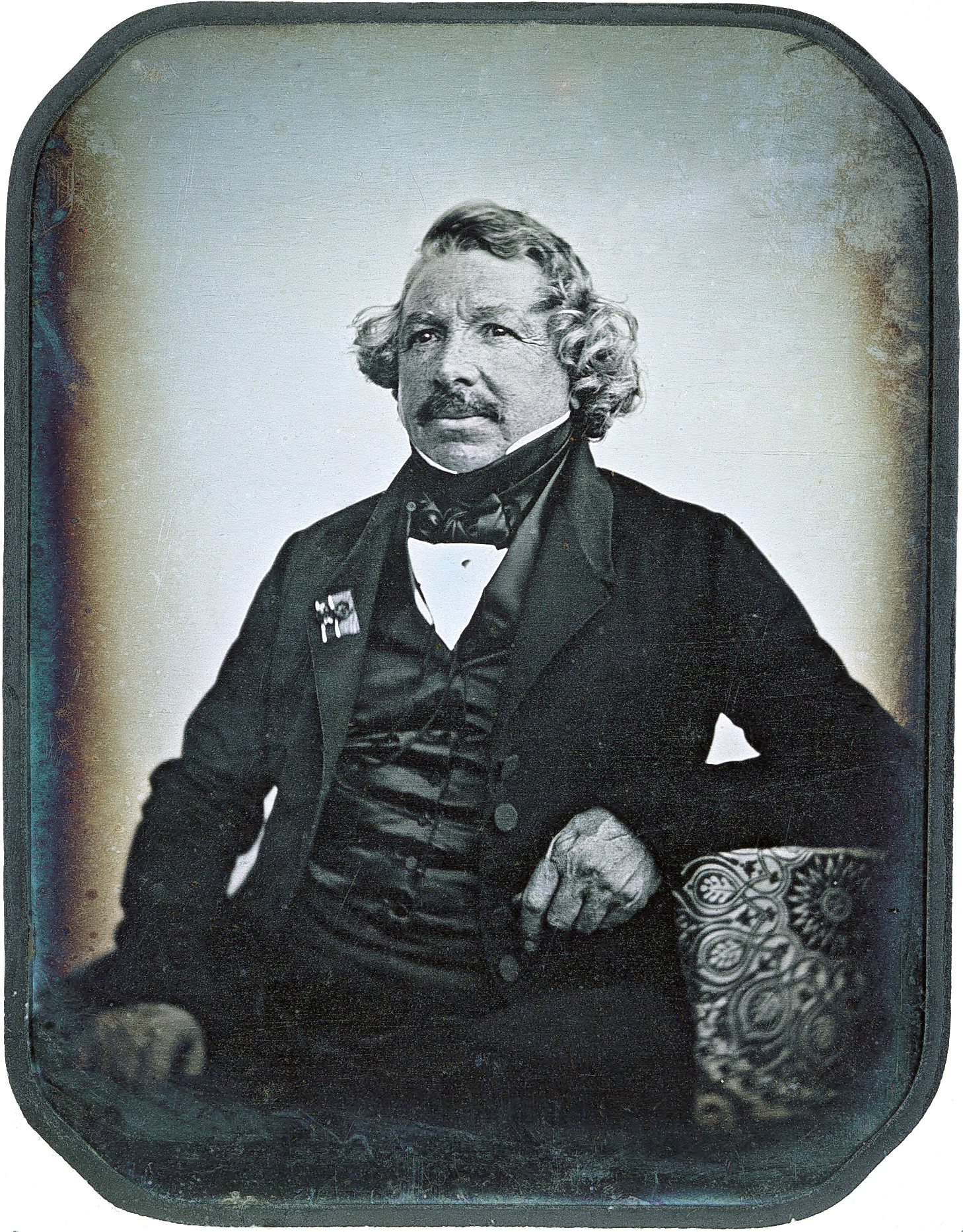
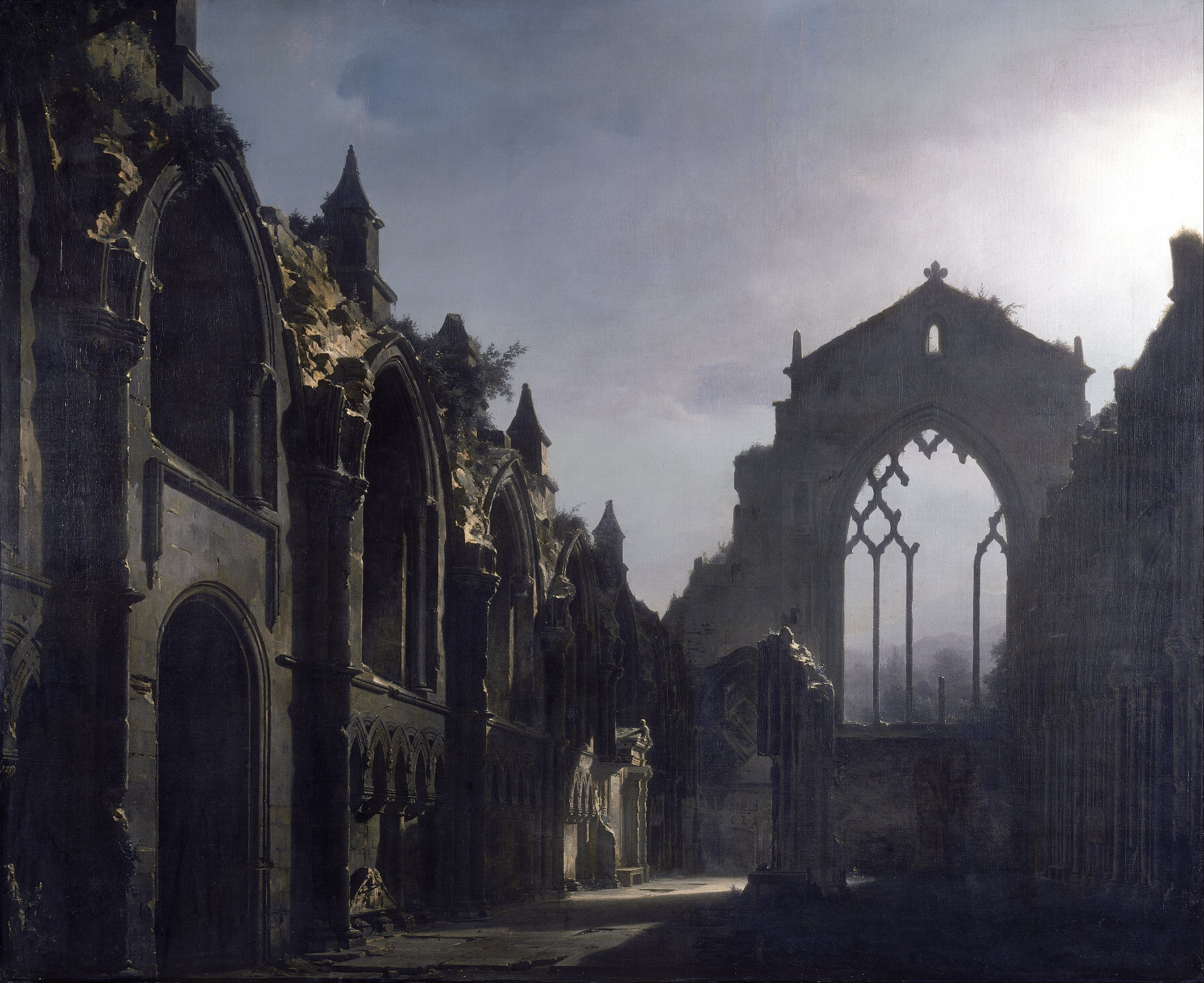
ویرانه‌ای کلیسای هالی‌رود